# Walter Chatton
Walter Chatton (* 1285 oder  1290 in Chatton, Northumberland; † 1343 in Avignon) war ein englischer Philosoph und Theologe. Er diente als Berater zweier Päpste und hatte für kurze Zeit einen Bischofssitz in Wales inne. Bleibende Bekanntheit erreichte er als früher Kritiker von Wilhelm von Ockham, mit dem er zur selben Zeit an der Universität Oxford studierte und lehrte.

## Leben
Mit 14 Jahren trat Walter Chatton in den Franziskanerorden ein; die Priesterweihe empfing er 1407. Seine Studienzeit verbrachte er in Oxford, wo vermutlich auch alle seine Werke entstanden sind. Ab 1333 war er als Berater des Papstes zeitweise in Avignon und Rom tätig. Seiner Ernennung 1343 zum Bischof von St Asaph in Wales konnte er nicht mehr nachkommen, da er bald darauf in Avignon starb.

## Werke
- Reportatio super Sententias (1321–1323) Das Hauptwerk wurde in vier Teilen veröffentlicht.

1. Reportatio super Sententias:  Liber I, distinctiones 1–9. Ed. Joseph C. Wey and Girard J. Etzkorn. [Studies and Texts 141]  Toronto:  Pontifical Institute of Mediaeval Studies, 2002.
2. Reportatio super Sententias:  Liber I, distinctiones 10–48. Ed. Joseph C. Wey and Girard J. Etzkorn. [Studies and Texts 142]  Toronto:  Pontifical Institute of Mediaeval Studies, 2002.
3. Reportatio super Sententias:  Liber II. Ed. Joseph C. Wey and Girard J. Etzkorn. [Studies and Texts 148]  Toronto:  Pontifical Institute of Mediaeval Studies, 2004.
4. Reportatio super Sententias:  Libri III-IV. Ed. Joseph C. Wey and Girard J. Etzkorn. [Studies and Texts 149]  Toronto:  Pontifical Institute of Mediaeval Studies, 2005.